# Smithland (Kentucky)
Smithland es una ciudad ubicada en el condado de Livingston en el estado estadounidense de Kentucky. En el Censo de 2010 tenía una población de 301 habitantes y una densidad poblacional de 229,68 personas por km².

## Geografía
Smithland se encuentra ubicada en las coordenadas 37°8′19″N 88°24′17″O / 37.13861, -88.40472. Según la Oficina del Censo de los Estados Unidos, Smithland tiene una superficie total de 1.31 km², de la cual 1.31 km² corresponden a tierra firme y (0%) 0 km² es agua.

## Demografía
Según el censo de 2010, había 301 personas residiendo en Smithland. La densidad de población era de 229,68 hab./km². De los 301 habitantes, Smithland estaba compuesto por el 99% blancos, el 0% eran afroamericanos, el 0.33% eran amerindios, el 0% eran asiáticos, el 0% eran isleños del Pacífico, el 0% eran de otras razas y el 0.66% pertenecían a dos o más razas. Del total de la población el 0.33% eran hispanos o latinos de cualquier raza.